# Río Grande (Michoacán)
Río Grande es una localidad del estado mexicano de Michoacán. Es parte del municipio de La Piedad.

## Demografía
| Gráfica de evolución demográfica |
|                                  |

| Censo | Población |
| ----- | --------- |
| 1900  | 690       |
| 1910  | 818       |
| 1921  | 829       |
| 1930  | 868       |
| 1940  | 899       |
| 1950  | 1031      |
| 1960  | 1211      |
| 1970  | 2059      |
| 1980  | 2092      |
| 1990  | 2230      |
| 2000  | 1854      |
| 2010  | 1995      |
| 2020  | 2025      |